# Henryk XV Bawarski
Henryk XV Bawarski, Henryk III jako książę Dolnej Bawarii; zwany der Natterberger od swojej siedziby (ur. 28 sierpnia 1312; zm. 18 czerwca 1333 w Natternbergu koło Deggendorfu) – w latach 1312–1333 książę Dolnej Bawarii.
Henryk był synem Ottona III Bawarskiego i jego drugiej żony Agnieszki głogowskiej, córki księcia głogowskiego Henryka III głogowskiego. Po śmierci ojca znalazł się pod opieką Ludwika Bawarskiego, a następnie stryjecznego brata, Henryka XIV. W 1326 Ludwik Bawarski doprowadził do małżeństwa Henryka XV z Anną, córką Fryderyka III Pięknego. Henryk został wciągnięty w orbitę interesów Habsburgów. W 1330 został uznany za pełnoletniego. Rok później w wyniku podziału Bawarii uzyskał Deggendorf, Cham, Dingolfing, Landau i Vilshofen an der Donau. Od 1332 współrządził z Henrykiem XIV.
Henryk XV zmarł bezpotomnie i został pochowany w klasztorze cysterskim Seligenthal.